# Jesper Gustavsson
Per Jesper Gustavsson (29 ottobre 1994) è un calciatore svedese, centrocampista del Mjällby.

## Carriera

### Club
Cresciuto nelle giovanili del Mjällby, Gustavsson ha esordito in Allsvenskan in data 19 agosto 2013: ha sostituito Andreas Blomqvist nella vittoria casalinga per 4-3 contro l'Helsingborg. Ha fatto parte della squadra che al termine del campionato 2014 è retrocessa in Superettan.
Ad agosto 2015 è passato in prestito ai norvegesi del Mjølner. Il 23 agosto ha giocato quindi la prima partita in 2. divisjon, schierato titolare nel successo per 4-0 sull'Holmen.
Rientrato al Mjällby per fine prestito al termine della stagione, il 29 gennaio 2016 ha rinnovato il contratto che lo legava al club, fino al 31 dicembre dello stesso anno. La squadra era nel frattempo retrocessa in Division 1.
Il 22 novembre 2016 ha prolungato l'accordo con il Mjällby fino al 31 dicembre 2017.
Gustavsson è rimasto in squadra anche per le stagioni successive, contribuendo al ritorno in Superettan arrivato al termine del campionato 2018. Al termine della Superettan 2019, il Mjällby è stato promosso in Allsvenskan.
Il 27 luglio 2020 ha trovato il primo gol nella massima divisione svedese, nel 2-2 casalingo arrivato contro il Kalmar.

## Statistiche

### Presenze e reti nei club
Statistiche aggiornate al 3 novembre 2020.
| Stagione        | Squadra         | Campionato      | Campionato | Campionato | Coppe nazionali | Coppe nazionali | Coppe nazionali | Coppe continentali | Coppe continentali | Coppe continentali | Altre coppe | Altre coppe | Altre coppe | Totale | Totale | Totale |
| Stagione        | Squadra         | Comp            | Pres       | Reti       | Comp            | Pres            | Reti            | Comp               | Pres               | Reti               | Comp        | Pres        | Reti        | Pres   | Reti   |        |
| --------------- | --------------- | --------------- | ---------- | ---------- | --------------- | --------------- | --------------- | ------------------ | ------------------ | ------------------ | ----------- | ----------- | ----------- | ------ | ------ | ------ |
| 2013            | Mjällby         | A               | 4          | 0          | CS              | 0               | 0               | -                  | -                  | -                  | -           | -           | -           | 4      | 0      |        |
| 2014            | Mjällby         | A               | 0          | 0          | CS              | 3               | 0               | -                  | -                  | -                  | -           | -           | -           | 3      | 0      |        |
| gen.-ago. 2015  | Mjällby         | S               | 9          | 0          | CS              | 0               | 0               | -                  | -                  | -                  | -           | -           | -           | 9      | 0      |        |
| ago.-dic. 2015  | Mjølner         | 2D              | 10         | 0          | CN              | -               | -               | -                  | -                  | -                  | -           | -           | -           | 10     | 0      |        |
| 2016            | Mjällby         | D1              | 24         | 0          | CS              | 0               | 0               | -                  | -                  | -                  | -           | -           | -           | 24     | 0      |        |
| 2017            | Mjällby         | D1              | 24+2       | 0          | CS              | 0               | 0               | -                  | -                  | -                  | -           | -           | -           | 26     | 0      |        |
| 2018            | Mjällby         | D1              | 24         | 0          | CS              | 0               | 0               | -                  | -                  | -                  | -           | -           | -           | 24     | 0      |        |
| 2019            | Mjällby         | S               | 23         | 1          | CS              | 5               | 0               | -                  | -                  | -                  | -           | -           | -           | 28     | 1      |        |
| 2020            | Mjällby         | A               | 21         | 1          | CS              | 0               | 0               | -                  | -                  | -                  | -           | -           | -           | 21     | 1      |        |
| Totale Mjällby  | Totale Mjällby  | Totale Mjällby  | 129+2      | 2          |                 | 8               | 0               |                    | -                  | -                  |             | -           | -           | 139    | 2      |        |
| Totale carriera | Totale carriera | Totale carriera | 139+2      | 2          |                 | 8               | 0               |                    | -                  | -                  |             | -           | -           | 149    | 2      |        |

## Palmarès

### Club

#### Competizioni nazionali
- Division 1: 1

Mjällby: 2018 (sud)
- Superettan: 1

Mjällby: 2019